# Бараниківська волость
Бараниківська волость — історична адміністративно-територіальна одиниця Старобільського повіту Харківської губернії із центром у слободі Бараниківка.
Станом на 1885 рік складалася з 3 поселень, 3 сільських громад. Населення — 5719 осіб (2900 чоловічої статі та 2819 — жіночої), 959 дворових господарств.
|                     | Площа, десятин | У тому числі орної, дес. |
| ------------------- | -------------- | ------------------------ |
| Сільських громад    | 16637          | 14101                    |
| Приватної власності | —              | —                        |
| Казенної власності  | 2143           | 358                      |
| Іншої власності     | 149            | 12                       |
| Загалом             | 18929          | 14471                    |

Основні поселення волості станом на 1885:
- Бараниківка — колишня державна слобода при річці Комишна за 68 верст від повітового міста, 2869 осіб, 508 дворових господарств, православна церква, школа, 3 лавки, 2 ярмарки на рік.
- Зелеків — колишній державний хутір, 1190 осіб, 179 дворових господарств, православна церква.
- Нижньобараниківка  — колишня державна слобода при річці Комишна, 1660 осіб, 272 дворових господарства, православна церква.

Найбільші поселення волості станом на 1914 рік:
- слобода Бараниківка — 4759 мешканців;
- слобода Нижньобараниківка  — 3028 мешканців;
- хутір Зелеків — 1911 мешканців.

Старшиною волості був Єгор Дмитрович Яковенко, волосним писарем — Тихон Федорович Пастухов, головою волосного суду — Олексій Петрович Новохатський.